# فولتا كاتالونيا 2015
فولتا كاتالونيا 2015 (بالإنجليزية: 2015 Volta a Catalunya)‏ هو سباق دراجات هوائية أقيم بتاريخ 23 مارس 2015، تكون السباق من 7 مراحل وامتدّ لمسافة 1255.4 كم بسرعة 41.1 كم/س، استغرق السباق 30hr 30 دقيقة 30 ثانية.